# Епархия Санта-Мария-де-Лос-Анхелеса
Епархия Санта-Мария-де-лос-Анхелеса (лат. Dioecesis Sanctae Mariae Angelorum) — епархия Римско-Католической церкви с центром в городе Лос-Анхелес, Чили. Епархия Санта-Мария-де-лос-Анхелеса распространяет свою юрисдикцию на территорию провинции Био-Био. Епархия Санта-Мария-де-лос-Анхелеса входит в митрополию Консепсьона. Кафедральным собором епархии Санта-Мария-де-лос-Анхелеса является церковь Пресвятой Девы Марии.

## История
20 июня 1959 года Римский папа Иоанн XXIII издал буллу Ex quo gravissimum, которой учредил епархию Лос-Анхелеса, выделив её из архиепархии Консепсьона и епархии Темуко.
21 февраля 2009 года епархия Лос-Анхелеса была переименована в епархию Санта-Мария-де-лос-Анхелеса.

## Ординарии епархии
- епископ Manuel Sánchez Beguiristáin (17.12.1959 — 30.05.1963) — назначен архиепископом Консепсьона;
- епископ Luis Yáñez Ruiz Tagle (21.03.1964 — 21.11.1965);
- епископ Alejandro Durán Moreira (31.03.1966 — 2.02.1970) — назначен епископом Ранкагуа;
- епископ Orozimbo Fuenzalida y Fuenzalida (26.02.1970 — 13.07.1987) — назначен епископом Сан-Бернардо;
- епископ Adolfo Rodríguez Vidal (6.07.1988 — 19.02.1994);
- епископ Miguel Caviedes Medina (19.02.1994 — 7.01.2006);
- епископ Felipe Bacarreza Rodríguez (7.01.2006 — по настоящее время).

## Источник
- Annuario Pontificio, Libreria Editrice Vaticana, Città del Vaticano, 2003, ISBN 88-209-7422-3
- Булла Ex quo gravissimum, AAS 51 (1959), стр. 894  (лат.)